# Sức mua
Sức mua hay mãi lực là số lượng hàng hóa/dịch vụ có thể mua được bằng một đơn vị tiền tệ.  Ví dụ, với 20.000 VND hiện tại (2/2011) chỉ mua được hơn 1 lít xăng trong khi ta có thể mua được hơn 3 lít cách đây 10 năm; nói cách khác sức mua của tiền Việt Nam năm 2001 lớn hơn so với năm 2011.
Tiền tệ có thể là tiền hàng hóa (tiếng Anh: commodity money) như vàng hay bạc, hoặc tiền pháp định (fiat currency) như đô la Mỹ hay VND. Như nhà kinh tế Adam Smith đã lưu ý, người có tiền là có khả năng điều khiển những lực lượng lao động khác, do vậy sức mua ở một mức độ nhất định cũng là sức mạnh tương quan giữa hai người. Người ít tiền sẽ sẵn sàng bán lao động hay hiện vật của mình để đổi lấy tiền.
Đối với một chỉ số giá, giá trị của mãi lực được tính theo mốc thời gian, thường là năm cơ sở, chuẩn hóa là 100. Sức mua của một đơn vị tiền tệ, như 1 đồng của năm cần tính, biểu diễn theo giá trị 1 đồng của năm cơ sở, là 100/P, với P là chỉ số giá của năm cần tính. Từ đây, sức mua của 1 đồng giảm khi chỉ số giá tăng.
Sức mua tại t năm nữa trong tương lai của lượng tiền C được tính theo công thức giá trị hiện tại:
{\displaystyle C_{t}=C(1+i)^{-t}\,={\frac {C}{(1+i)^{t}}}\,}
với i chỉ số lạm phát giả sử đều trong từng năm.